# Murau
Murau – miasto powiatowe w Austrii, w kraju związkowym Styria, siedziba powiatu Murau. Liczy 3499 mieszkańców (1 stycznia 2020).